# Krtinovica
Krtinovica je naselje v Občini Sežana.